# Borussia Verein für Leibesübungen 1900 Mönchengladbach 2003-2004
Questa voce raccoglie le informazioni riguardanti il Borussia Verein für Leibesübungen 1900 Mönchengladbach nelle competizioni ufficiali della stagione 2003-2004.

## Stagione
Nella stagione 2003-2004 il Borussia Mönchengladbach, allenato da Ewald Lienen e Holger Fach, concluse il campionato di Bundesliga all'11º posto. In Coppa di Germania il Borussia Mönchengladbach fu eliminato in semifinale dall'Alemannia Aquisgrana.

## Rosa
| N. |                                | Ruolo | Calciatore       |
| -- | ------------------------------ | ----- | ---------------- |
| 1  | Svizzera (bandiera)            | P     | Jörg Stiel       |
| 2  | Germania (bandiera)            | D     | Max Eberl        |
| 3  | Sudafrica (bandiera)           | C     | Bradley Carnell  |
| 4  | Germania (bandiera)            | D     | Steffen Korell   |
| 5  | Croazia (bandiera)             | D     | Slađan Ašanin    |
| 6  | Slovacchia (bandiera)          | C     | Igor Demo        |
| 7  | Lussemburgo (bandiera)         | D     | Jeff Strasser    |
| 8  | Rep. Ceca (bandiera)           | C     | Ivo Ulich        |
| 9  | Paesi Bassi (bandiera)         | A     | Arie van Lent    |
| 11 | Finlandia (bandiera)           | C     | Joonas Kolkka    |
| 13 | Belgio (bandiera)              | A     | Joris Van Hout   |
| 14 | Serbia e Montenegro (bandiera) | D     | Milan Obradović  |
| 15 | Brasile (bandiera)             | D     | Marcelo Pletsch  |
| 16 | Germania (bandiera)            | A     | Jan Schlaudraff  |
| 18 | Nigeria (bandiera)             | C     | Pascal Ojigwe    |
| 19 | Germania (bandiera)            | C     | Bernd Korzynietz |

| N. |                      | Ruolo | Calciatore           |
| -- | -------------------- | ----- | -------------------- |
| 20 | Germania (bandiera)  | A     | Andreas Spann        |
| 21 | Germania (bandiera)  | C     | Markus Hausweiler    |
| 22 | Germania (bandiera)  | C     | Oliver Kirch         |
| 23 | Spagna (bandiera)    | D     | Rubén                |
| 24 | Germania (bandiera)  | C     | Peer Kluge           |
| 25 | Rep. Ceca (bandiera) | A     | Václav Svěrkoš       |
| 28 | Germania (bandiera)  | D     | Sebastian Plate      |
| 29 | Germania (bandiera)  | C     | Thomas Broich        |
| 30 | Croazia (bandiera)   | A     | Tomislav Marić       |
| 31 | Germania (bandiera)  | P     | Michael Melka        |
| 32 | Germania (bandiera)  | C     | Marcell Jansen       |
| 36 | Germania (bandiera)  | C     | Enrico Gaede         |
| 38 | Germania (bandiera)  | P     | Uwe Kamps            |
| 40 | Germania (bandiera)  | P     | Claus Reitmaier      |
| 43 | Germania (bandiera)  | A     | Marcel Podszus       |
| 44 | Germania (bandiera)  | D     | Stephan Schulz-Winge |

## Organigramma societario
Area tecnica
- Allenatore: Holger Fach
- Allenatore in seconda: Stefan Mücke
- Preparatore dei portieri: Uwe Kamps
- Preparatori atletici:

## Calciomercato

### Sessione estiva
| Acquisti | Acquisti        | Acquisti         | Acquisti |
| R.       | Nome            | da               | Modalità |
| -------- | --------------- | ---------------- | -------- |
| P        | Claus Reitmaier | Wolfsburg        |          |
| D        | Milan Obradović | Lokomotiv Mosca  |          |
| C        | Bradley Carnell | Stoccarda        |          |
| C        | Oliver Kirch    | Verl             |          |
| C        | Joonas Kolkka   | Panathīnaïkos    |          |
| C        | Pascal Ojigwe   | Bayer Leverkusen |          |
| A        | Marcel Podszus  | Fortuna Colonia  |          |
| A        | Václav Svěrkoš  | Baník Ostrava    |          |

| Cessioni | Cessioni           | Cessioni          | Cessioni |
| R.       | Nome               | da                | Modalità |
| -------- | ------------------ | ----------------- | -------- |
| C        | Jens Bäumer        | Preußen Münster   |          |
| C        | Daniel Felgenhauer | LR Ahlen          |          |
| A        | Mikael Forssell    | Chelsea           |          |
| A        | Marco Küntzel      | Arminia Bielefeld |          |

### Sessione invernale
| Acquisti | Acquisti       | Acquisti          | Acquisti |
| R.       | Nome           | da                | Modalità |
| -------- | -------------- | ----------------- | -------- |
| A        | Tomislav Marić | Wolfsburg         |          |
| D        | Rubén          | Real Madrid       |          |
| C        | Thomas Broich  | Wacker Burghausen |          |

| Cessioni | Cessioni        | Cessioni      | Cessioni |
| R.       | Nome            | da            | Modalità |
| -------- | --------------- | ------------- | -------- |
| A        | Morten Skoubo   | West Bromwich |          |
| A        | Peter Van Houdt | Duisburg      |          |
| A        | Lawrence Aidoo  | Norimberga    |          |
| P        | Otto Fredrikson | Jaro          |          |

## Risultati

### Bundesliga

#### Girone di andata
| Arbitro: | Merk |

|                   |           |  |
| Scherz 62’ (aut.) | Marcatori |  |

| Arbitro: | Trautmann |

|                   |           |              |
| Ailton 64’ (rig.) | Marcatori | 81’ van Hout |

| Arbitro: | Weiner |

|  |           |           |
|  | Marcatori | 33’ Cacau |

| Arbitro: | Fandel |

|                                            |           |              |
| Bajramović 14’, 28’ Zeyer 33’ Iashvili 80’ | Marcatori | 68’ van Lent |

| Arbitro: | Wack |

|  |           |                      |
|  | Marcatori | 17’ Kreuz 90’ Bürger |

| Arbitro: | Albrecht |

|                               |           |  |
| Christiansen 17’ Idrissou 83’ | Marcatori |  |

| Arbitro: | Koop |

|                         |           |                        |
| van Lent 5’ (rig.), 90’ | Marcatori | 60’ Diabang 90’ Madsen |

| Arbitro: | Wagner |

|                   |           |              |
| Barbarez 58’, 72’ | Marcatori | 18’ van Lent |

| Mönchengladbach 18 ottobre 2003, ore 15:30 CEST 9ª giornata | Borussia M'gladbach | 0 – 0 referto | Bayern Monaco | Bökelbergstadion (34 500 spett.)\| Arbitro: \| Kircher \| |
| Arbitro:                                                    | Kircher             |               |               |                                                           |

| Arbitro: | Stark |

|               |           |  |
| Schneider 48’ | Marcatori |  |

| Arbitro: | Merk |

|             |           |             |
| Svěrkoš 30’ | Marcatori | 33’ Persson |

| Arbitro: | Keßler |

|                        |           |            |
| Luizão 17’ Madlung 85’ | Marcatori | 8’ Svěrkoš |

| Arbitro: | Trautmann |

|             |           |                                      |
| Schnoor 32’ | Marcatori | 13’ van Hout 68’ van Lent 77’ Kolkka |

| Arbitro: | Gagelmann |

|                          |           |             |
| Carnell 46’ van Lent 69’ | Marcatori | 23’ Lincoln |

| Arbitro: | Stark |

|               |           |           |
| Seitz 1’, 54’ | Marcatori | 42’ Ulich |

| Arbitro: | Steinborn |

|                     |           |            |
| Demo 11’ Ašanin 83’ | Marcatori | 12’ Koller |

| Arbitro: | Merk |

|           |           |                        |
| Lauth 62’ | Marcatori | 15’ Ulich 83’ van Lent |

#### Girone di ritorno
| Arbitro: | Meyer |

|              |           |  |
| Podolski 52’ | Marcatori |  |

| Arbitro: | Koop |

|             |           |                         |
| Svěrkoš 51’ | Marcatori | 53’ Klasnić 90’ Baumann |

| Arbitro: | Keßler |

|            |           |             |
| Szabics 5’ | Marcatori | 84’ Svěrkoš |

| Arbitro: | Fandel |

|                             |           |                      |
| Marić 57’ (rig.) Kolkka 58’ | Marcatori | 19’ Cairo 50’ Berner |

| Arbitro: | Schmidt |

|                                    |           |              |
| Skela 15’ Amanatidīs 18’ Schur 55’ | Marcatori | 75’ van Lent |

| Arbitro: | Kircher |

|          |           |  |
| Demo 25’ | Marcatori |  |

| Arbitro: | Meyer |

|                   |           |  |
| Ašanin 88’ (aut.) | Marcatori |  |

| Arbitro: | Keßler |

|                                     |           |  |
| Strasser 60’ Svěrkoš 79’ Broich 82’ | Marcatori |  |

| Arbitro: | Weiner |

|                                                                         |           |                         |
| Kuffour 21’ Santa Cruz 39’ Makaay 48’ (rig.) Hargreaves 88’ Ballack 90’ | Marcatori | 54’, 65’ (rig.) Svěrkoš |

| Mönchengladbach 3 aprile 2004, ore 15:30 CEST 27ª giornata | Borussia M'gladbach | 0 – 0 referto | Bayer Leverkusen | Bökelbergstadion (34 200 spett.)\| Arbitro: \| Kinhöfer \| |
| Arbitro:                                                   | Kinhöfer            |               |                  |                                                            |

| Arbitro: | Gagelmann |

|               |           |                        |
| Rydlewicz 26’ | Marcatori | 29’ Ulich 83’ van Hout |

| Arbitro: | Meyer |

|           |           |          |
| Ulich 86’ | Marcatori | 9’ Pinto |

| Arbitro: | Koop |

|  |           |                       |
|  | Marcatori | 44’ Baiano 65’ Karhan |

| Arbitro: | Wack |

|                         |           |                     |
| Altıntop 3’ Hristov 47’ | Marcatori | 50’ Broich 90’ Demo |

| Arbitro: | Meyer |

|                                  |           |  |
| Hausweiler 1’ Svěrkoš 44’ (rig.) | Marcatori |  |

| Arbitro: | Albrecht |

|                                  |           |           |
| Ewerthon 15’ Dedê 45’ Koller 83’ | Marcatori | 11’ Ulich |

| Arbitro: | Fandel |

|                                   |           |                     |
| Svěrkoš 23’ Demo 34’ van Lent 74’ | Marcatori | 21’ (rig.) Hoffmann |

### Coppa di Germania
| Arbitro: | Frank |

|  |           |                                 |
|  | Marcatori | 21’ van Hout 52’ Ulich 86’ Demo |

| Arbitro: | Wack |

|                     |           |                   |
| Demo 11’ Kolkka 24’ | Marcatori | 88’ (rig.) Koller |

| Arbitro: | Meyer |

|                                    |           |                         |
| Svěrkoš 48’, 54’, 71’ van Lent 74’ | Marcatori | 42’ Kurányi 60’ Szabics |

| Arbitro: | Fröhlich |

|                                             |                      |                                  |
| van Hout 68’ Marić 89’                      | Marcatori            | 38’ Kasmi 83’ (aut.) Ašanin      |
| van Lent van Hout Korzynietz Marić Strasser | Tiri di rigore 4 – 3 | Hirsch Drsek Bugera Keidel Gruev |

| Arbitro: | Steinborn |

|           |           |  |
| Grlić 42’ | Marcatori |  |

## Statistiche

### Statistiche di squadra
| Competizione      | Punti | In casa | In casa | In casa | In casa | In casa | In casa | In trasferta | In trasferta | In trasferta | In trasferta | In trasferta | In trasferta | Totale | Totale | Totale | Totale | Totale | Totale | DR |
| Competizione      | Punti | G       | V       | N       | P       | Gf      | Gs      | G            | V            | N            | P            | Gf           | Gs           | G      | V      | N      | P      | Gf     | Gs     | DR |
| ----------------- | ----- | ------- | ------- | ------- | ------- | ------- | ------- | ------------ | ------------ | ------------ | ------------ | ------------ | ------------ | ------ | ------ | ------ | ------ | ------ | ------ | -- |
| Bundesliga        | 39    | 17      | 7       | 6       | 4       | 21      | 16      | 17           | 3            | 3            | 11           | 19           | 33           | 34     | 10     | 9      | 15     | 40     | 49     | -9 |
| Coppa di Germania | -     | 3       | 2       | 1       | 0       | 8       | 5       | 2            | 1            | 0            | 1            | 3            | 1            | 5      | 3      | 1      | 1      | 11     | 6      | +5 |
| Totale            | 39    | 20      | 9       | 7       | 4       | 29      | 21      | 19           | 4            | 3            | 12           | 22           | 34           | 39     | 13     | 10     | 16     | 51     | 55     | -4 |

### Andamento in campionato
| Giornata  | 1 | 2 | 3 | 4  | 5  | 6  | 7  | 8  | 9  | 10 | 11 | 12 | 13 | 14 | 15 | 16 | 17 | 18 | 19 | 20 | 21 | 22 | 23 | 24 | 25 | 26 | 27 | 28 | 29 | 30 | 31 | 32 | 33 | 34 |
| --------- | - | - | - | -- | -- | -- | -- | -- | -- | -- | -- | -- | -- | -- | -- | -- | -- | -- | -- | -- | -- | -- | -- | -- | -- | -- | -- | -- | -- | -- | -- | -- | -- | -- |
| Luogo     | C | T | C | T  | C  | T  | C  | T  | C  | T  | C  | T  | T  | C  | T  | C  | T  | T  | C  | T  | C  | T  | C  | T  | C  | T  | C  | T  | C  | C  | T  | C  | T  | C  |
| Risultato | V | N | P | P  | P  | P  | N  | P  | N  | P  | N  | P  | V  | V  | P  | V  | V  | P  | P  | N  | N  | P  | V  | P  | V  | P  | N  | V  | N  | P  | N  | V  | P  | V  |
| Posizione | 7 | 7 | 9 | 13 | 14 | 16 | 16 | 17 | 15 | 17 | 17 | 17 | 16 | 15 | 15 | 14 | 13 | 14 | 14 | 14 | 14 | 16 | 13 | 15 | 13 | 14 | 14 | 12 | 13 | 13 | 12 | 12 | 13 | 11 |

Legenda:

Luogo: C = Casa; T = Trasferta. Risultato: V = Vittoria; N = Pareggio; P = Sconfitta.

### Statistiche dei giocatori
| Giocatore       | Bundesliga | Bundesliga | Bundesliga  | Bundesliga | Coppa di Germania | Coppa di Germania | Coppa di Germania | Coppa di Germania | Totale   | Totale | Totale      | Totale     |
| Giocatore       | Presenze   | Reti       | Ammonizioni | Espulsioni | Presenze          | Reti              | Ammonizioni       | Espulsioni        | Presenze | Reti   | Ammonizioni | Espulsioni |
| --------------- | ---------- | ---------- | ----------- | ---------- | ----------------- | ----------------- | ----------------- | ----------------- | -------- | ------ | ----------- | ---------- |
| L. Aidoo        | 5          | 0          | 0           | 1          | 1                 | 0                 | 0                 | 0                 | 6        | 0      | 0           | 1          |
| S. Ašanin       | 27         | 1          | 2           | 0          | 4                 | 0                 | 0                 | 0                 | 31       | 1      | 2           | 0          |
| T. Broich       | 13         | 2          | 4           | 0          | 2                 | 0                 | 0                 | 0                 | 15       | 2      | 4           | 0          |
| B. Carnell      | 18         | 1          | 2           | 0          | 4                 | 0                 | 1                 | 0                 | 22       | 1      | 3           | 0          |
| I. Demo         | 27         | 4          | 1           | 0          | 3                 | 2                 | 0                 | 0                 | 30       | 6      | 1           | 0          |
| M. Eberl        | 4          | 0          | 1           | 0          | 0                 | 0                 | 0                 | 0                 | 4        | 0      | 1           | 0          |
| E. Gaede        | 25         | 0          | 3           | 2          | 4                 | 0                 | 0                 | 0                 | 29       | 0      | 3           | 2          |
| M. Hausweiler   | 12         | 1          | 4           | 0          | 1                 | 0                 | 0                 | 0                 | 13       | 1      | 4           | 0          |
| P. Houdt        | 2          | 0          | 0           | 0          | 0                 | 0                 | 0                 | 0                 | 2        | 0      | 0           | 0          |
| J. van Hout     | 24         | 3          | 3           | 0          | 5                 | 2                 | 1                 | 0                 | 29       | 5      | 4           | 0          |
| M. Jansen       | 0          | 0          | 0           | 0          | 0                 | 0                 | 0                 | 0                 | 0        | 0      | 0           | 0          |
| U. Kamps        | 1          | 0          | 0           | 0          | 0                 | 0                 | 0                 | 0                 | 1        | 0      | 0           | 0          |
| M. Ketelaer     | 7          | 0          | 0           | 0          | 1                 | 0                 | 0                 | 0                 | 8        | 0      | 0           | 0          |
| O. Kirch        | 8          | 0          | 2           | 0          | 1                 | 0                 | 0                 | 0                 | 9        | 0      | 2           | 0          |
| P. Kluge        | 22         | 0          | 2           | 0          | 3                 | 0                 | 0                 | 0                 | 25       | 0      | 2           | 0          |
| J. Kolkka       | 28         | 2          | 3           | 0          | 5                 | 1                 | 0                 | 0                 | 33       | 3      | 3           | 0          |
| S. Korell       | 1          | 0          | 0           | 0          | 0                 | 0                 | 0                 | 0                 | 1        | 0      | 0           | 0          |
| B. Korzynietz   | 33         | 0          | 7           | 0          | 5                 | 0                 | 0                 | 0                 | 38       | 0      | 7           | 0          |
| T. Marić        | 7          | 1          | 3           | 0          | 2                 | 1                 | 0                 | 0                 | 9        | 2      | 3           | 0          |
| M. Melka        | 1          | 0          | 0           | 0          | 1                 | 0                 | 0                 | 0                 | 2        | 0      | 0           | 0          |
| M. Obradović    | 8          | 0          | 2           | 1          | 2                 | 0                 | 1                 | 0                 | 10       | 0      | 3           | 1          |
| P. Ojigwe       | 7          | 0          | 0           | 0          | 2                 | 0                 | 0                 | 0                 | 9        | 0      | 0           | 0          |
| S. Plate        | 0          | 0          | 0           | 0          | 0                 | 0                 | 0                 | 0                 | 0        | 0      | 0           | 0          |
| M. Pletsch      | 16         | 0          | 3           | 0          | 0                 | 0                 | 0                 | 0                 | 16       | 0      | 3           | 0          |
| M. Podszus      | 4          | 0          | 0           | 0          | 0                 | 0                 | 0                 | 0                 | 4        | 0      | 0           | 0          |
| C. Reitmaier    | 5          | 0          | 0           | 0          | 1                 | 0                 | 0                 | 0                 | 6        | 0      | 0           | 0          |
| R. Rubén        | 3          | 0          | 0           | 0          | 0                 | 0                 | 0                 | 0                 | 3        | 0      | 0           | 0          |
| J. Schlaudraff  | 0          | 0          | 0           | 0          | 0                 | 0                 | 0                 | 0                 | 0        | 0      | 0           | 0          |
| S. Schulz-Winge | 2          | 0          | 0           | 0          | 1                 | 0                 | 0                 | 0                 | 3        | 0      | 0           | 0          |
| M. Skoubo       | 7          | 0          | 1           | 0          | 0                 | 0                 | 0                 | 0                 | 7        | 0      | 1           | 0          |
| A. Spann        | 0          | 0          | 0           | 0          | 0                 | 0                 | 0                 | 0                 | 0        | 0      | 0           | 0          |
| J. Stiel        | 28         | 0          | 0           | 0          | 3                 | 0                 | 1                 | 0                 | 31       | 0      | 1           | 0          |
| J. Strasser     | 31         | 1          | 8           | 0          | 5                 | 0                 | 3                 | 0                 | 36       | 1      | 11          | 0          |
| V. Svěrkoš      | 31         | 9          | 4           | 0          | 5                 | 3                 | 0                 | 0                 | 36       | 12     | 4           | 0          |
| I. Ulich        | 34         | 5          | 3           | 0          | 4                 | 1                 | 0                 | 0                 | 38       | 6      | 3           | 0          |
| A. van Lent     | 34         | 9          | 2           | 0          | 5                 | 1                 | 0                 | 0                 | 39       | 10     | 2           | 0          |